# Marlo Thinnes

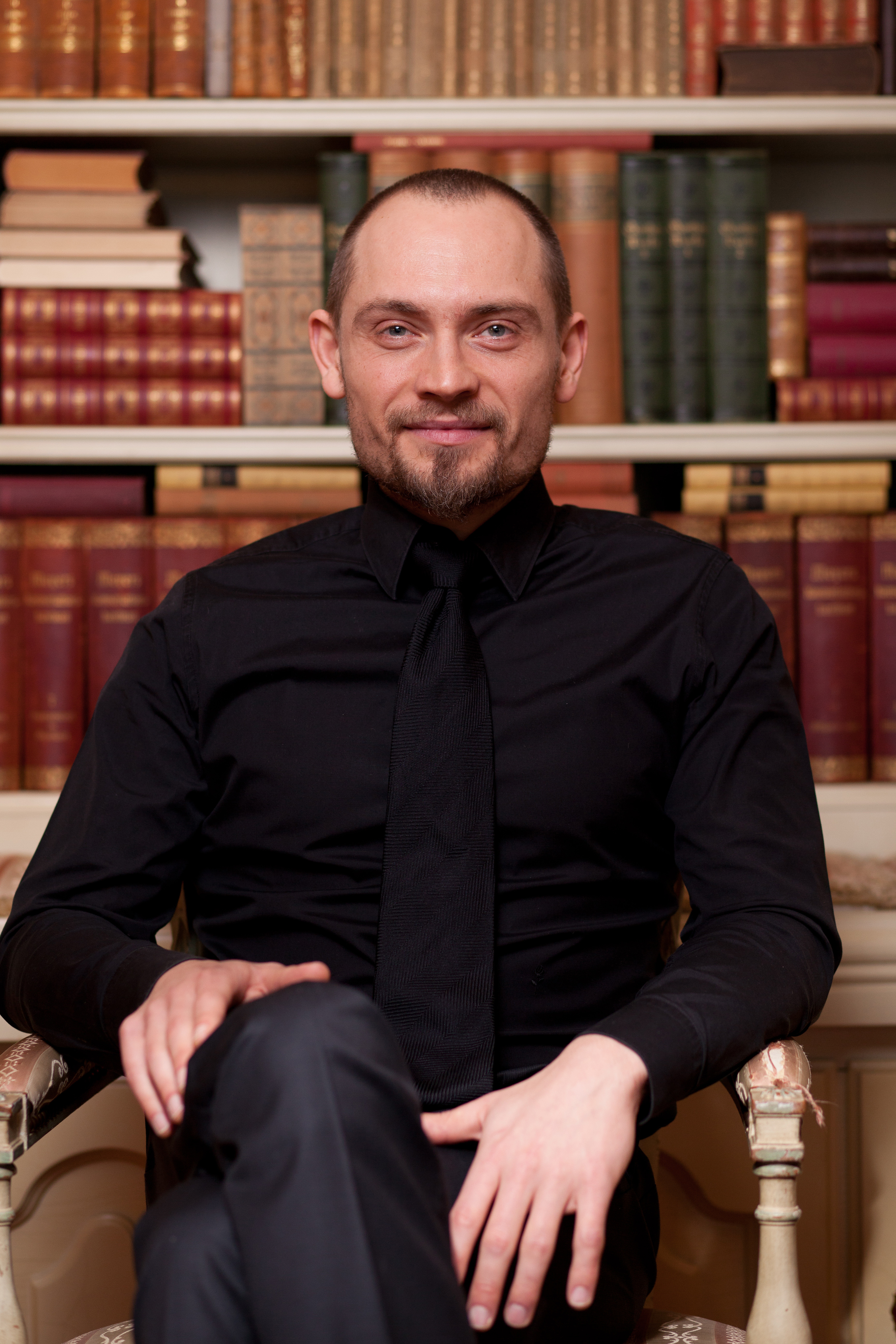
Marlo Thinnes

Marlo Thinnes (* 1976 in Saarbrücken) ist ein deutscher Pianist.

## Leben

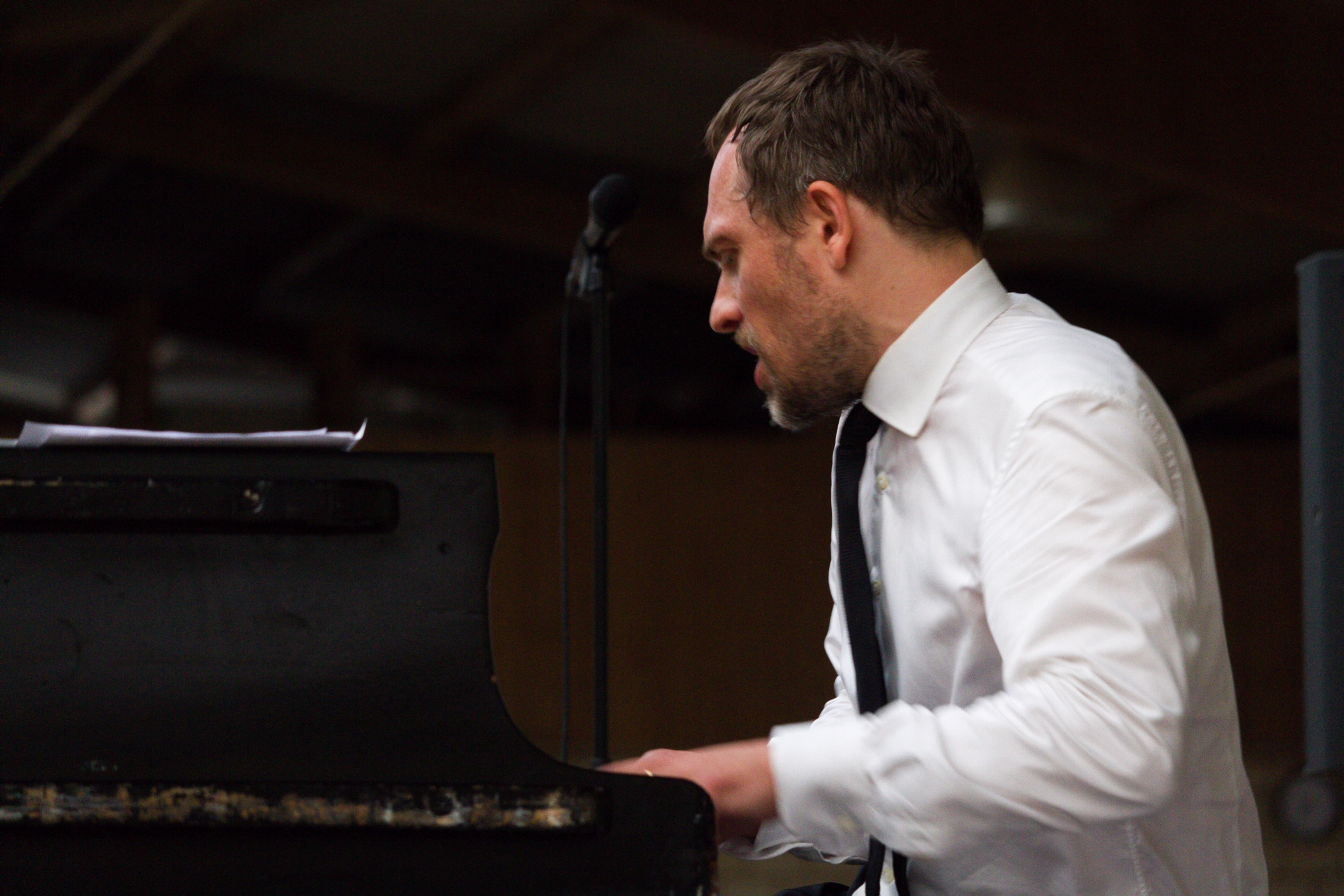
Marlo Thinnes (2018)

Thinnes’ Vater war Akkordeonist und Leiter einer privaten Musikschule. Mit etwa 10 Jahren begann Marlo Thinnes' Interesse für das Klavier. Er lernte nahezu ohne pädagogische Anleitung allein durch das Anhören und Nachspielen von Schallplattenaufnahmen Stücke der Klavierliteratur.
Von 1994 bis 2000 war er Nachfolger seines Vaters als Leiter der Musikschule. Ab 1997 studierte er an der Hochschule für Musik Saar in der Klavierklasse von Robert Leonardy. Ein weiterer wichtiger Lehrer war der Cortot-Alumnus Jean Micault.
Er schloss sein Klavierstudium (M. Mus., Solistenexamen) mit Auszeichnung ab, ist Preisträger mehrerer internationaler Wettbewerbe, war Meindl-Stipendiat und konzertiert als Solist und Kammermusiker europaweit.
Sein Repertoire umfasst Standardwerke von Scarlatti bis Strawinsky mit Schwerpunkt auf dem klassisch-romantischen Repertoire, ebenso Raritäten, eigene Bearbeitungen sowie ausgewählte Werke zeitgenössischer Komponisten.
Kammermusikalische Aktivitäten verbinden ihn mit Musikern aus unterschiedlichsten Stilrichtungen. So hat er mit dem Münchner Geiger Ingolf Turban 2021 eine Gesamteinspielung der Beethovenschen Sonaten für Klavier und Violine für das Label telos vorgelegt, die von der Fachpresse gefeiert, für den Preis der deutschen Schallplattenkritik sowie für den OPUS Klassik nominiert wurde.
In wiederum ganz anderem künstlerischem Duktus steht das neuste Projekt Venerem, das Thinnes mit seiner Frau, der Sopranistin Laureen Stoulig lanciert. Die Formation besteht aus vier Musikern, die ihre unterschiedlichen musikalischen Wurzeln zu einer Kunstmusik verbinden, die in ihrer Art einmalig ist. Die Arrangements für die spezielle Kombination aus Stimme, Klavier, elektronischem Bass und Schlagzeug – auf größtenteils Alte Musik – stammen aus Thinnes' Feder. Das Debüt-Album Venerem early art music erschien im März 2021.
Als künstlerischer Leiter initiiert er: Klassik auf Birkhausen, ein Konzertevent, das jedes Jahr im Spätfrühjahr die Reithalle des 1744 erbauten Hofs nahe Zweibrücken in ein exklusives Konzerthaus verwandelt, und das Festival de Musique de Valmunster, welches in der Eglise Millénaire Saint-Jean-Baptiste in einer malerischen Lage der Lothringer Hügel beheimatet ist.
Er lebt zusammen mit seiner Familie auf einem alten Bauernhof in Lothringen.

## Preise/Auszeichnungen
- 1999: „Valmalete“, 1. Preis[4]
- 2000: „Nerini“, 1. Preis[5]
- 2002: „Ile de France“, 2. Preis[6]
- 2014: „Prix CMF Paris“, 1. Preis[7]
- 2015: Int. Music Competition „G.P.V“ London[8]
- 2021: Nominiert für den OPUS Klassik, den Preis der deutschen Schallplattenkritik und für den ICMA mit Beethoven – The Sonatas for piano and Violin[9][10]

## Diskographie
- Ombré et Lumière, Telos music, 2017
- Beethoven, the complete sonatas for piano and violin, Telos music, 2021[11]
- Venerem early art music, Telos music, 2021[12][13]
- Marlo Thinnes plays Beethoven/Liszt, Fauré, Ravel,... Telos music, 2021
- Beethoven/Piano Sonatas, Telos Music 2023[14]

## Belege
1. ↑  CD BEETHOVEN: THE SONATAS FOR PIANO AND VIOLIN – MARLO THINNES, INGOLF TURBAN; telos music. Abgerufen am 19. September 2021.
2. ↑  PNilsson: Klassik auf Birkhausen. Abgerufen am 19. September 2021 (deutsch).
3. ↑  Gilles MULLER 57informatique, Gilles MULLER,57informatique: Festival de musique de Valmunster - Eglise Saint-Jean-Baptiste. Abgerufen am 19. September 2021 (französisch).
4. ↑  Volksfreund: Thinnes und Schüler im Cusanus-Haus. 20. November 2007, abgerufen am 13. März 2021.
5. ↑  Volksfreund: KLAVIERKONZERT. 28. Mai 2003, abgerufen am 13. März 2021.
6. ↑  Les lauréats depuis 1999. Abgerufen am 17. März 2021.
7. ↑  Concours International de Piano fondé en 1979. Abgerufen am 17. März 2021.
8. ↑  Gilles MULLER 57informatique, Gilles MULLER,57informatique: Marlo THINNES - Piano - Festival musique Valmunster. Abgerufen am 13. März 2021 (französisch).
9. ↑  Die neue Longlist 2/2021 ist da! Abgerufen am 5. Mai 2023.
10. ↑  red: Musikpreis: Thinnes und Turban für Opus Klassik nominiert. 10. Juni 2021, abgerufen am 5. Mai 2023.
11. ↑  Ingolf Turban und Marlo Thinnes über den 'allesfordernden' Beethoven, ICMA, die Celibidache-Schule und die Musikindustrie. 19. Februar 2021, abgerufen am 24. Februar 2021 (französisch).
12. ↑  Ingolf Turban und Marlo Thinnes über den 'allesfordernden' Beethoven, ICMA, die Celibidache-Schule und die Musikindustrie. 19. Februar 2021, abgerufen am 24. Februar 2021 (französisch).
13. ↑  Klassik Heute: VENEREM. Abgerufen am 24. April 2021.
14. ↑  CD MARLO THINNES: Beethoven Klaviersonaten; telos music Von Teuferln, Engerln und allem dazwischen. Abgerufen am 4. November 2023.

| Personendaten    | Personendaten            |
| ---------------- | ------------------------ |
| NAME             | Thinnes, Marlo           |
| KURZBESCHREIBUNG | deutscher Pianist        |
| GEBURTSDATUM     | 1976                     |
| GEBURTSORT       | Saarbrücken, Deutschland |